# 미로초등학교 고천분교
미로초등학교 고천분교는 대한민국 강원특별자치도 삼척시 미로면 고내로 138-19(고천리)에 있었던 공립 초등학교이다.

## 학교 연혁
- 1947년 4월 1일 미로국민학교 고천분교장 개교(설립인가 2월 20일)
- 1948년 8월 10일 고천국민학교로 승격
- 1963년 3월 2일 6학급 편성
- 1967년 4월 21일 제10대 이성주 교장 취임
- 1971년 12월 17일 교실개축(4교실 증축, 1교실 신축)
- 1973년 4월 10일 5학급 편성
- 1974년 3월 2일 6학급 편성
- 1995년 2월 16일 제45회 졸업식(고천국민학교 마지막 졸업식)
- 1995년 5월 5일 미로국민학교 고천분교로 격하
- 1996년 3월 1일 미로초등학교 고천분교로 개칭
- 2005년 5월 3일 폐교(미로초등학교로 통폐합, 45회 1,351명)

## 같이 보기
- 미로초등학교